# 劉浙
劉浙（1465年—？），字宗岱，山西遼州人，軍籍，明朝政治人物。

## 生平
山西鄉試第五名舉人。弘治六年（1493年）中式癸丑科會試第一百九十二名，三甲第二百名進士。

## 家族
曾祖劉深；祖父劉綱；父劉謙，知縣。母范氏。具庆下。兄劉淮。弟劉演、劉淦。